# サンナクチ
サンナクチ（朝: 산낙지、英: sannakji）もしくはサンナクチフェ（산낙지회 / 산낙지膾）とは「生きたタコ」（サン「生きた」＋ナクチ「テナガダコ」（＋フェ「刺身」））を意味する朝鮮料理のひとつ。文字通りテナガダコを生きたままぶつ切りにした上で皿に盛り、塩を混ぜた胡麻油やチョコチュジャン（酢入りのコチュジャン）を和えて食する。

## 概要
大韓民国では「タコ1匹が（高麗）人参1盛り」という諺があり、タコは美容食や強壮食として全国的な知名度を誇る食品である。鍋や炒め物に使われる他、サンナクチのように生で食べるのも人気が高い。
テナガダコは特に全羅南道の木浦が産地として知られ、サンナクチも郷土料理として有名である。成長する前の足の細いテナガダコはセバルナクチと呼ばれ珍重、木浦ではこのセバルナクチを生きたまま割り箸に巻きつけ、チョコチュジャンをつけてかぶりついて食べる。
生きた状態で食するため、口の中でタコの吸盤が吸い付く力が極めて強いものの、咀嚼を繰り返すことで新鮮なタコの歯応えを楽しめ、甘味が口に広がる。食べるのに慣れなければ喉にまでタコの吸盤が吸い付いた挙句、窒息死寸前にまで至る場合があるので注意を要する。

## 世界的な知名度
イギリスの日刊紙「サン」は2012年8月16日、サンナクチを「世界の危険な食べ物8つ」の1つとして紹介（その他に紹介されているのは、日本のフグ、ウシガエル、ベトナムのキングコブラの毒で作ったカクテル、ジャマイカ産アキーの実、赤貝、イタリアのカース・マルツゥ、ホットドッグ）。
またロイターによると、オーストラリアの旅行専門ウェブサイト「バーチャルツーリスト」が「世界10大珍料理」の1つに選んでおり（その他に選ばれているのは、台湾の豚の血のケーキ（米血糕）、ウガンダのバッタ、フランスのハト、マレーシアのドリアン、ノルウェーのルートフィスク、オーストラリアのイモムシ、ベトナムのヘビ酒、イタリアのロバ、南アフリカのダチョウ）、ゲテモノの類としての色合いが強い。なおバーチャルツーリストは、サンナクチについて「死んでいるのに生きているように動いており、素早く食べなくてはならない」と食べ方も紹介した。